# Props

Props användes som stöttor i gruvor.

Props eller pitprops, gruvstolpar, klent barkat rundvirke som avverkas i olika längder från raka och friska furuträd eller granträd. De användes som stöttor i gruvor. Ordet kommer från engelskans pitprops, plural, som kommer av pit, ’gruva’ och prop, 'stöd', 'stötta'.

## Källhänvisningar
1. ↑  ”Skogsindustri”. Skogens arkiv. Landsarkivet i Härnösand. Arkiverad från originalet den 23 september 2015. https://web.archive.org/web/20150923173625/http://www.arkivcentrumnord.se/skogensarkiv/skogsindustri_text.html. Läst 22 januari 2014.
2. ↑  Svenska Akademiens ordbok: Props (tryckår 1954)